# Saint-Angel (Corrèze)
Saint-Angel is een gemeente in het Franse departement Corrèze (regio Nouvelle-Aquitaine) en telt 670 inwoners (2005). De plaats maakt deel uit van het arrondissement Ussel.

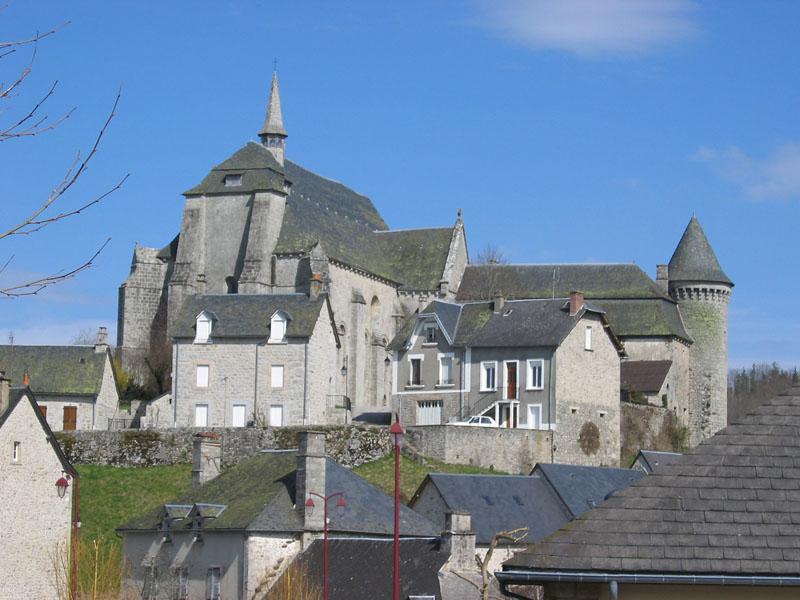
Saint-Angel

## Geografie
De oppervlakte van Saint-Angel bedraagt 47,2 km², de bevolkingsdichtheid is 14,2 inwoners per km².
De onderstaande kaart toont de ligging van Saint-Angel (Corrèze) met de belangrijkste infrastructuur en aangrenzende gemeenten.

## Demografie
Onderstaande figuur toont het verloop van het inwonertal (bron: INSEE-tellingen).